# Новгородщина
Новгородщина або Новгородська земля (д.-рус. Новгородскаѧ землѧ, Novgorodskaę zemlę) — одне з найбільших історичних територіально-державних утворень Русі, що охоплювало її північний захід і північ. У період її розпаду і в наступні століття Новгородщина розвивалася як незалежна новгородська держава з республіканськими формами правління під пізнішим сюзеренітетом великих князів Владимирських (пізніше — Московських). В російській історіографії вона отримала назви Новгородська Русь, Верхня Русь, Поволховська Русь, від якого починає свою історію сучасна Росія,[джерело?] незважаючи на де-факто анексію Новгородської Республіки Московією. 
У період найбільшого розвитку доходила на півночі до Білого моря, а на сході поширювалася за Уральські гори. Мала розгалужені торговельні зв'язки у рамках Ганзейської унії. У XV столітті в ході великокнязівської політики «збирання руських земель» Новгородська Республіка була повністю окупована й анексована Московією. Новгородщина перебувала в складі Інгерманландської, Санкт-Петербурзької, Новгородської губерній, Ленінградської та наразі Новгородської областей.

## Адміністративний поділ

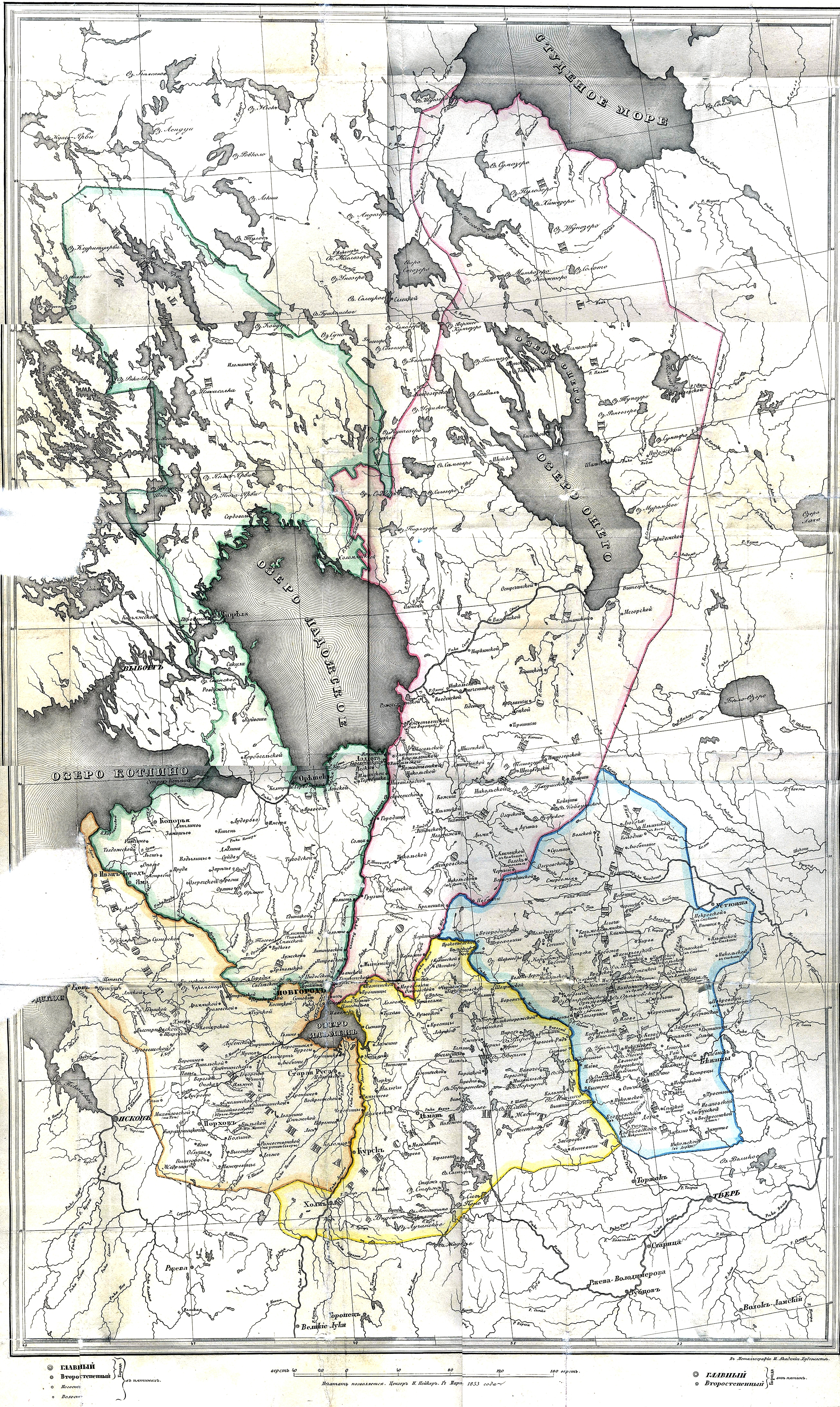
Новгородщина XVI ст.

Адміністративно до кінця Середньовіччя ділилася на п'ятини, які, своєю чергою, з другої половини XVI століття ділилися половини (п'ятин). П'ятинний мав більш ранній поділ — на волості, повіти (присуди), погості і стани, причому, за даними літописів, основи цього адміністративного поділу заклала у X столітті княгиня Ольга, яка встановила на Новгородщині місця погостів і уроків. У «Повісті временних літ» дається визначення як «великої та рясної землі».
Судячи з «Повісті временних літ» та археологічних даних, до моменту приходу Рюрика в 862 році великими поселеннями вже були Новгород (ймовірно як ланцюжок поселень від витоків Волхова та Рюрикова Городища аж до Холоп'ї містечка, навпроти Кречевиця), Ладога, Ізборськ і можливо Білоозеро. Скандинави, ймовірно, називали саме цю територію Гардарикі.
Після входження Новгородщини до складу Московії територіальний поділ було збережено, а території з кінця XV століття названо п'ятами, раніше Новгородщина ділилася на землі, а в XII столітті на ряди — носили однакову назву з п'ятинами — Вотьська земля, Обонезький і Бежецький ряд, Шелонь, Дерева. У кожній п'ятині було по кілька присудів (повітів), у кожному присуді (повіті) — по кілька цвинтарів і волостей.
П'ятини: Водська — між річками Волховом і Лугою, Обонежська — у міжріччі річок Волхова та Мсти до Білого моря, Бежецька — у міжріччі річок Мсти та Мологи, Деревська — у міжріччі річок Мсти та Ловаті, Шелонська — від Ловаті до Луги.
Деякі території щодо пізньої новгородської колонізації не увійшли в пятинне поділ і утворили низку волостей, що знаходилися на особливому становищі: Заволоччя або Двінська земля — по Північній Двіні від Онєги до Мезені. Ця волость називалася так тому, що знаходилася за волоком — вододілом, що відокремлює басейни Онєги та Північної Двіни від басейну Волги і знаходилася за Обонежською та Бежецькою плямами, де починалися волоки до річки Онєги (Поонежжя). Перм — у басейні річки Вичегди і верхів'ям Ками. Печора – За Двінською землею та Перм'ю на північний схід по обидва береги річки Печори до Уральського хребта. Югра — зі східного боку Уральського хребта. Тре або Терський берег — на узбережжі Білого моря.
П'ять міст із передмістями не належали до жодної п'ятини. Це було наслідком того, що вони спочатку перебували в спільному володінні у Новгорода з великими князями Володимирськими, потім Московськими — Волок-Ламський, Бежичі (пізніше Городецьк), Торжок, і з князями смоленськими, потім литовськими, коли Смоленськ був приєднаний до Великого Князівства Литовського — Ржев, Великі Луки.
У 1348 року за Болотовським договором Пскову було надано автономія Новгородом у частині вибору посадників (див. Псковська республіка), у своїй Псков визнає московського князя своїм главою і погоджується обирати на псковське князювання осіб, угодних великому князю. З 1399 року ці князі називаються московськими намісниками. Василь II домагається права призначати псковських намісників на власний розсуд, причому вони складають присягу як Пскову, а й великому князю. За Івана III псковичі відмовляються від права зміщувати призначених до них князів. З 1510 Псков — вотчина великого князя московського Василя III.

## Заселення
Заселення території Новгородщини почалося в районі Валдайської височини з часів палеоліту і мезоліту, вздовж кордону Валдайського (Осташківського) заледеніння, а на північному заході Приїльмення, в районі майбутнього територіального центру — з часів неоліту.
Археологічно і шляхом дослідження топоніміки передбачається присутність тут міграційних так званих ностратичних громад, що замінилися індоєвропейськими групами, що прийшли з південного заходу (майбутніми балтами і слов'яни) і прийшли зі сходу предками прибалтійсько-фінських народів. Ця поліетнічність підтверджується і етногенетикою, геногеографією. За часів Геродота близько 25 століть тому землі приблизно від Балтики до Уралу повністю або частково освоювали андрофаги, неври, меланхлени, будини, фіссагети, ірки, північні скити в регіоні Волга-Кама.

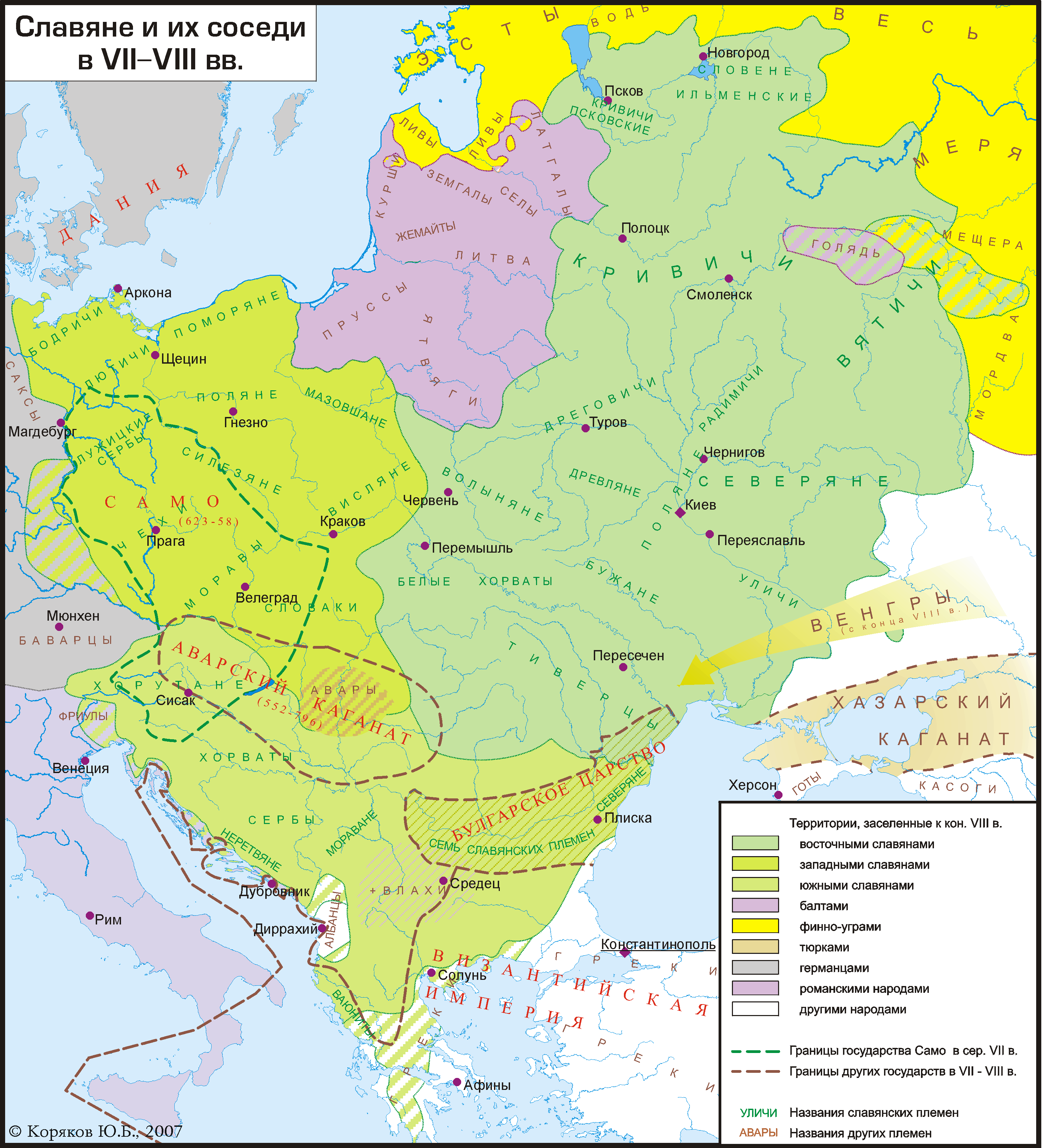
Карта розселення слов'ян та їхніх сусідів на кінець VIII ст.

За даними Клавдія Птолемеї у II столітті ці землі контролювали венеди, ставані, аорси, алани, боруски, царські сармати і ще більше десятка великих і малих народів. Готський історик Йордан у переліку народів, підпорядкованих Германарихом, вказує і жителів півночі Східної Європи IV століття: «в Аунксах весь, на Абронзі мірю, мордву в Мещері».
|  | въ Афетовѣ же части сѣдять Русь, Чюдь и вси языци: Меря, Мурома, Весь, Моръдва, Заволочьская Чюдь, Пермь, Печера, Ямь, Утра, Литва, Зимѣгола, Корсь, Лѣтьгола, Любь, Ляхъве же и Пруси и Чюдь присѣдять къ морю Варяжьскому |

Традиційно вважається, що у VI столітті сюди прийшли племена кривичів, а у VIII столітті у процесі слов'янського заселення східноєвропейської рівнини прийшло плем'я ільменських словен. На цій же території проживали фіно-угорські племена, що залишили пам'ять про себе в назвах численних річок та озер. Трактування дослов'янської топонімії як виключно фінно-угорської викликає сумнів у багатьох дослідників.
Час слов'янського заселення датують, як правило, на кшталт курганних груп та окремих курганів, розташованих на цій території. Псковські довгі кургани традиційно співвідносять з кривичами, а кургани у формі сопки зі словенами. Існує також так звана курганна гіпотеза, виходячи з якої можливі різні припущення про шляхи заселення цієї території.
Археологічні дослідження в Старій Ладозі та Рюриковому Городищі показують наявність серед мешканців цих перших великих поселень у тому числі і скандинавців, які традиційно називають у руських літературних джерелах варягами.

## Демографія
Крім слов'янського населення, помітна частина Новгородської землі була заселена різними фінно-угорськими племенами, що знаходилися на різних щаблях культури і стояли в різних відношеннях до Новгорода. Водська п'ятина поряд зі слов'янами була населена водою та іжорою, які здавна перебували у зв'язку з Новгородом. Ям, що жили в південній Фінляндії, була зазвичай у ворожнечі з новгородцями і більше схилялася на бік шведів, тоді як сусідня карела зазвичай трималася Новгорода. Здавна Новгород приходив у зіткнення з чуддю, що населяла Ліфляндію та Естляндію; з цією чуддю у новгородців йде постійна боротьба, яка пізніше переходить у боротьбу новгородців із лівонськими лицарями. Заволоччя було населене фінно-угорськими племенами, яку часто називали заволоцькою чуддю; пізніше в цей край кинулися новгородські колоністи. Терський берег був населений лопарями. Далі на північному сході жили перм'яки та зиряни.
Центром слов'янських поселень були околиці озера Ільмень і річка Волхов, тут мешкали ільменські словени.
Новгородці, як і всі слов'яни, клали померлих у кургани головою на захід. Частина давньоруських курганів у Новгородській землі із похованнями головою на північ або на південь залишена асимільованими слов'янами фінно-уграми, проте в околицьких районах деякі подібні кургани могли належати і фіномовному населенню, яке сприйняло у слов'ян звичай поховання під курей. Поряд із звичайними трупоположеннями, при яких померлого клали в курган на спині, з витягнутими ногами, у Новгородській землі зустрічаються сидячі поховання. Навряд сидячі поховання пов'язані виключно з водським ритуалом. Швидше за все, такі трупоположення в новгородських курганах є реліктом стародавньої похоронної обрядовости північного заходу Східної Європи.

## Історія

### Найдавніший період (до882 року)
Новгородщина була одним із центрів освіти руської держави. Саме в Новгородській землі почала княжити династія Рюриковичів, і виникло державне утворення, що здобуло в історіографії назви Новгородська Русь, Верхня Русь, Поволховська Русь.

### Прийняття християнства та правління Ярослава Мудрого

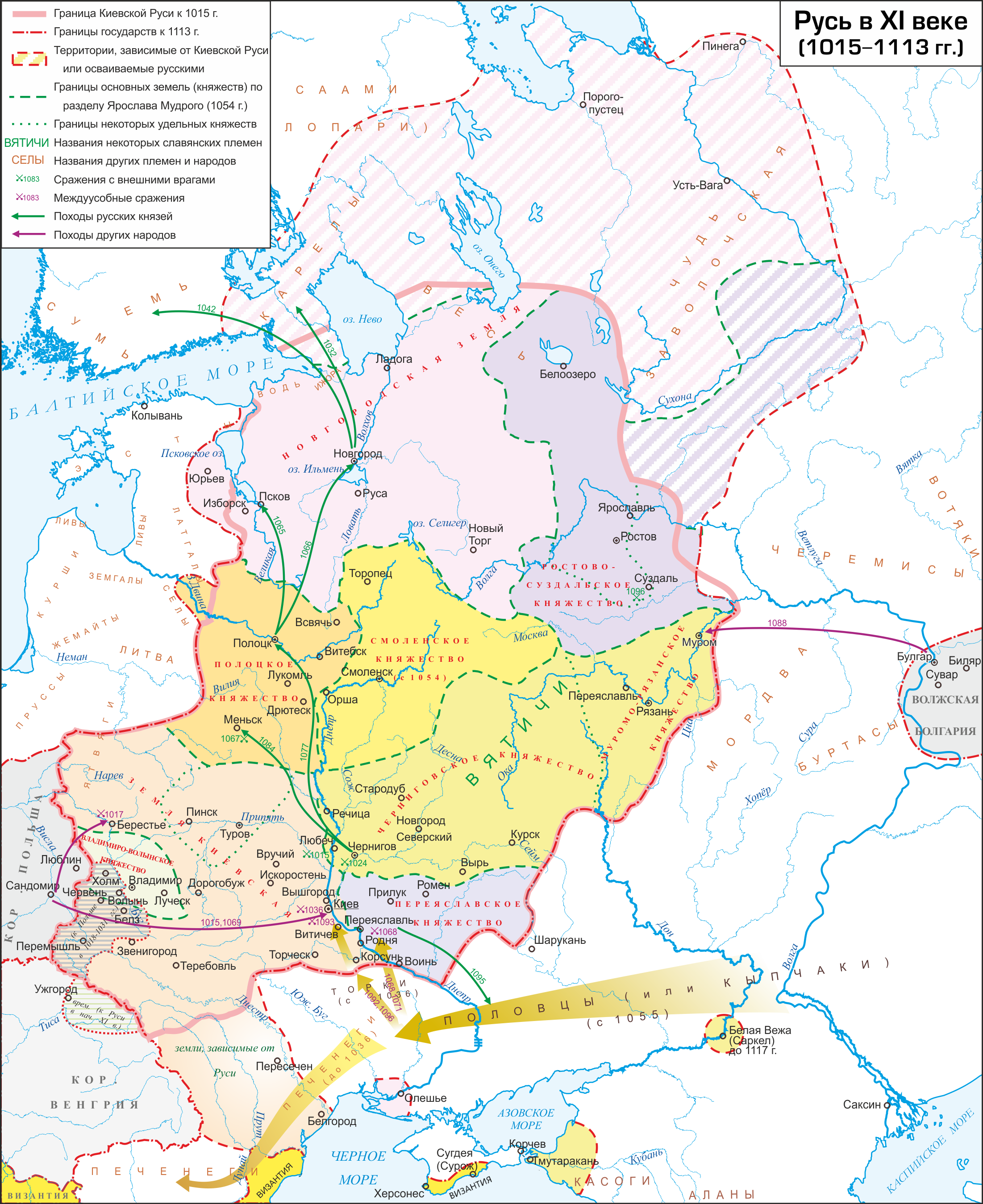
XI століття

Наприкінці IX — на початку X століття (в умовному літописному датуванні 882 року) центр держави Рюриковичів переміщається з Новгорода до Києва. У X столітті Ладога зазнала нападу норвезького ярла Еріка. У 980 році новгородський князь Володимир Святославич (Хреститель) на чолі варязької дружини скинув київського князя Ярополка. У 990-х Новгород спочатку відмовився прийняти християнство, і став за свою віру з волхвом Богумилом Солов'єм і тисяцьким Уганяєм. Новгород був хрещений насильно «вогнем та мечем»: було вбито багато новгородців, а все місто згоріло. У 1015-1019 роках новгородський князь Ярослав Володимирович Мудрий скинув київського князя Святополка Окаянного. Новгородці надавали Ярославу підтримку в ході війни і після своєї перемоги у війні Ярослав нагородив їх і дав Новгороду "Правду" та "Статут" — грамоту. Надалі у своїх грамотах, на яких цілували хрест князі, що сідали в Новгороді, новгородці вказували на грамоту Ярослава як на прообраз. Також при Ярославі були побудовані «Дитинець» та «Софійський Собор». 

### Від князівства до незалежності
У 1032 в поході на «Залізні Ворота» новгородців очолив воєвода Уліб. У 1020 та 1067 роках Новгородщина зазнала нападу полоцьких Ізяславичів. Другий напад призвів до взяття і розграбування Новгорода після того, як новгородське військо на чолі з князем Мстиславом було переможено на річці Чересі. Мстислав утік із поля бою і повернувся до Новгород, можливо побоюючись гніву городян.
Наприкінці 1060-х або в 1070-х роках. в Новгороді з'явився волхв, який стверджував, що він володіє даром передбачення і засуджував прийняття християнства і закликав повернутися до язичництва. На бік волхва стали «люди», тоді як князь Гліб та його дружина підтримали єпископа. Згідно з літописом, Гліб зарубав волхва сокирою, таким чином показавши, що той не здатний передбачати навіть своє майбутнє. Історики пов'язують появу волхва та конфлікт між городянами та владою з неврожаєм у Новгородській землі., а також, можливо, з появою комети в 1066 і з нападом полочан. Князь Гліб був вигнаний новгородцями в 1078 р., змушений був бігти в землі чуді, де і був убитий. Це був перший достовірний випадок вигнання князя, який не влаштовував городян.
У XI столітті намісник — син київського князя — ще мав великі повноваження. У цей період з'явився інститут посадників, правивших Новгороді тоді коли там був свого князя (як Остромир) чи князь був малолітнім, як і 1088 року, як у князювання до Новгорода Всеволод Ярославич прислав онука Мстислава (сина Володимира Мономаха). У 1095 р. незадоволені відсутністю свого князя Давида Святославича новгородці повернули Мстислава, а через сім років чинили опір спробі київського князя замінити Мстислава на свого сина. До XI століття історики відносять зародження республіканських органів влади (віче, князь, посадник). На думку Ст. Л. Яніна , вже у період існувало таке обмеження князівської влади, як заборона безпосередньо збирати податі і володіти новгородськими землями.
У другому десятилітті XII століття Володимир Мономах посилив центральну владу Новгородської землі. В 1117 без урахування думки новгородської громади Мстислав був відкликаний батьком на південь, а на новгородський престол посаджений князь Всеволод Мстиславич. Деякі бояри виступили проти подібного рішення князя, у зв'язку з чим вони були викликані до Києва та кинуті до в'язниці.

Після смерті Мстислава Великого в 1132 і поглиблення тенденцій політичної роздроблености новгородський князь втратив підтримку центральної влади. У 1134 Всеволод був вигнаний з міста. Повернувшись до Новгорода, він змушений був укласти «ряд» з новгородцями, що обмежує його повноваження. 26 січня 1135 року військо Новгорода на чолі з Всеволодом та Ізяславом Мстиславичами програло бій біля Жданої гори війську суздальського князя Юрія Долгорукого. У 1136 невдоволені діями князя новгородці висунули йому такі звинувачення:

1. не дотримується смердів; 2. навіщо ти хотів сісти у Переяславі; 3. їхав ти з бою попереду всіх; тому багато загиблих; на початку наказав нам, сказав, до Всеволода приєднатися, а знову від нього відступити велить
Оригінальний текст (укр.)
1, не блюдеть смерд; 2, чему хотел еси сести Переяславли; 3, ехал еси с пълку переди всех, а на то много; на початыи, велев ны, рече, к Всеволоду приступите, а пакы отступити велить

Внаслідок цього Всеволод був ув'язнений під варту, а потім вигнаний з Новгорода.

### Республіканський період (1136—1478)

#### Владимиро-суздальський вплив

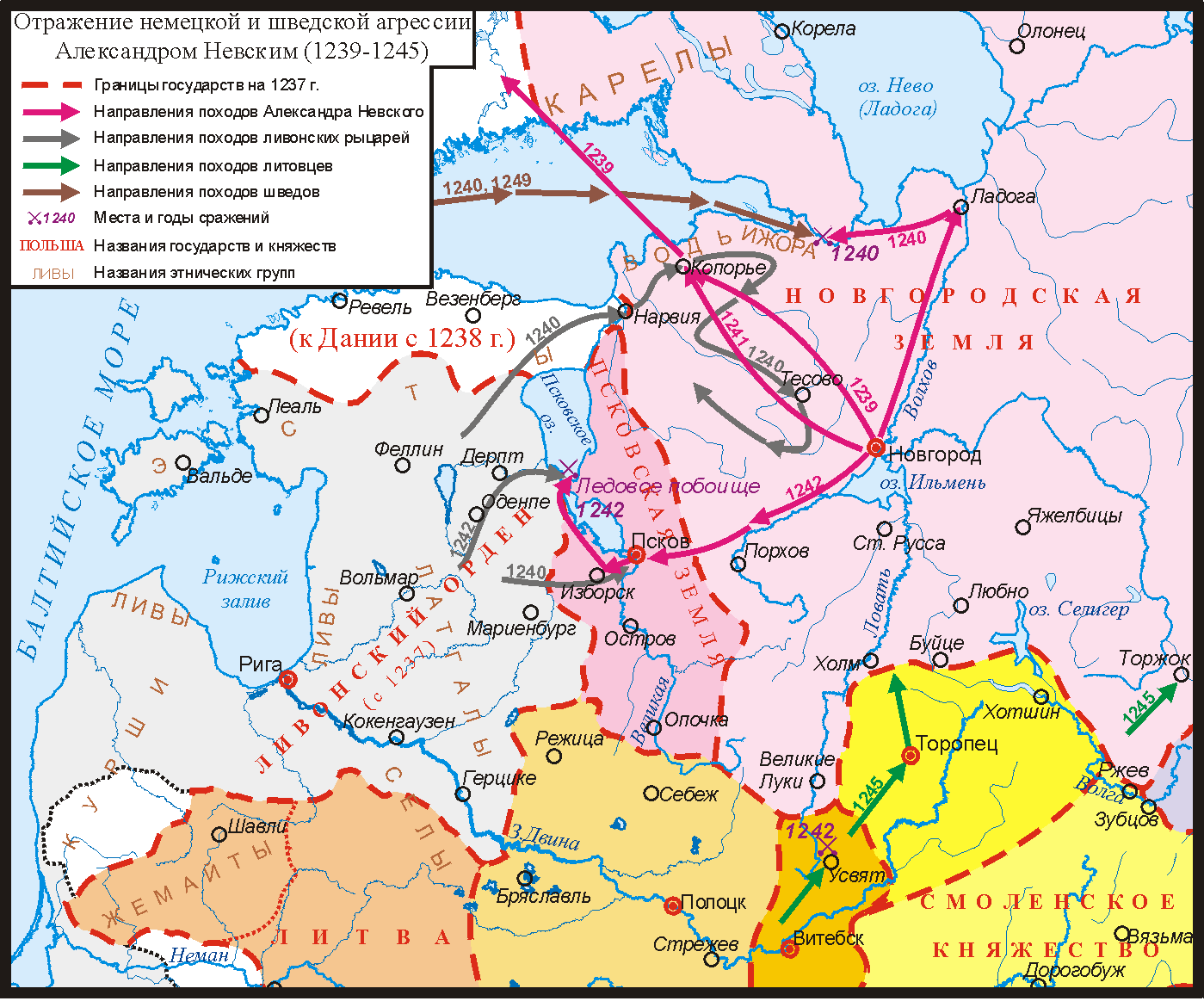
Карта 1239—1245

У 1136 після вигнання Всеволода Мстиславича на Новгородщині встановилося республіканське правління. Першим самостійно покликаним новгородцями князем став Святослав Ольгович, молодший брат Всеволода Чернігівського, головного союзника Мстиславичів та суперника тодішнього київського князя, Ярополка з Мономаховичів. Як правило, представник одного з двох ворогуючих князівських угруповань запрошувався до Новгорода або відразу після заняття його союзниками ключових позицій у Південній Русі, або перед цим. Іноді новгородці допомагали своїм союзникам зайняти ці позиції, як, наприклад, 1212 року.
Найбільшу загрозу новгородській незалежності становили володимирські князі (що домоглися посилення особистої влади у своєму князівстві після розгрому старого ростово-суздальського боярства в 1174-1175 роках), оскільки в руках був ефективний важіль впливу на Новгород. Вони кілька разів захоплювали Торжок та перекривали підвіз продовольства зі своїх «низових» земель.
Новгородці також робили походи в Північно-Східну Русь, зокрема, ще під керівництвом Всеволода Мстиславича 26 січня 1135 билися біля Жданої гори, а в 1149 разом зі Святополком Мстиславичем розорили околиці Ярославля і пішли через весняний паводок, також в рамках проти Юрія Довгорукого.
У 1170 році, відразу після взяття Києва військами Андрія Боголюбського та його союзників, суздальці здійснили похід на Новгород, в якому перебував Роман Мстиславич, син вигнаного з Києва князя. Новгородцям вдалося виграти оборонну битву і відстояти свою незалежність, противник зазнав величезних втрат полоненими.
З 1181 по 1209 рік, з проміжками 1184-1187 і 1196-1197 роки, при владі в Новгороді знаходилася володимиро-суздальська династія, з 1197 її правління було безперервним.
У XII столітті пожвавилися відносини новгородців з островом Ґотланд, розташованому в центрі Балтійського моря і центром балтійської торгівлі, що є в XI—XIII століття. У XII столітті в Новгороді вже існувала торгова факторія нідерландських купців – так званий Готський двір». У другій половині XII століття на Готланді та Новгороді з'явилися німецькі купці, що припливли сюди з Любека та інших німецьких міст. Поступово вони почали розвивати свою торгівлю та витісняти готландців із Новгорода. У 1191-1192 роках було укладено договір Новгорода з Готським берегом та німецькими містами.

#### Перемоги Мстислава Удатного
Провесною 1209 р. торопецький князь Мстислав Мстиславич Удатний заволодів Торжком, полонивши не лише місцевого посадника і кількох купців, а й групу дворян новгородського князя Святослава Всеволодовича, молодшого сина володимирського князя Всеволода Велике Гніздо. Після цього він направив грамоту до Новгорода:
«Кланяюся святі Софії та труні батька мого і всім новгородцям; прийшов до вас, чувши насильство від князя, і шкода мені своєї батьківщини».Оригінальний текст (укр.)
«кланяюся святѣи Софѣи и гробу отца моего и всѣмъ новгородцемъ; пришелъ есмь к вамъ, слышавъ насилие от князь, и жаль ми своея отцины».

Мабуть, Мстислав спирався на якісь серйозні сили в Новгороді, бо, дізнавшись про захоплення Торжка, Всеволод Велике Гніздо направив проти нього старшого сина Костянтина з раттю. Проте новгородці заарештували свого князя Святослава (рідного брата Костянтина), що діяв, і висловили підтримку новому обранцю, підтвердивши право на «вільність у князях». Таким чином була гарантована безпека Мстислава, після чого Костянтин змушений був зупинитися в Твері, а його старий батько, який уникав наприкінці життя військових конфліктів, домовитися з узурпатором і визнати того законним правителем Новгорода.
Торопецький князь у відсутності впливових покровителів, якогось потужного власного авторитету чи багатства. Проте виявив себе у військовій справі. Новгородський літопис відгукується про нього у винятково позитивному ключі: справедливий у суді та розправі, щасливий полководець, уважний до турбот людей, благородний безсрібник.
У Новгороді Мстислав виявив рішучість та ініціативу у внутрішніх справах: змінив посадників та архієпископа, розгорнув активне будівництво у місті та посаді, розпочав реконструкцію оборонних споруд на південних підступах до своєї землі: були оновлені фортечні стіни сусідніх з Торопцем Великих Лук, а також проведена адміністративна Прикордонні землі: Великі Луки були об'єднані з Псковом під рукою брата Мстислава, Володимира.
Після цього Псков стає відповідальним за рубежі Новгорода з півдня (Полоцьк, Литва) і заходу (Естонія, Латгалія), а також контролює прикордонні області Південної Естонії (Уганді, Вайга та частково Сакалу) і Північної Латгалії (Талава, Очела). Новгороду відходять землі Північної Естонії (Віронія), Воді, Іжори та Карелії.
Таким чином починає зростати адміністративно-політичне, оборонне та торгове значення Пскова в процесі перетворення Балтії з відсталої язичницької провінції на найважливіший пункт західноєвропейської торгової, церковної та військової експансії. Це зумовило виділення для Пскова окремого князя під час правління Мстислава Мстиславича в Новгороді. Він же очолив і нову хвилю новгородського опору хрестоносцям у Балтії.
Батько новгородського князя Мстислав Ростиславич Хоробрий, що княжив у Новгороді менше року і похований у Софійському соборі (1180), запам'ятався переможним походом на чудо на чолі 20-тисячного війська 1179 року. Тому й свої військові походи Мстислав Удатний розпочав із аналогічної операції.
Наприкінці 1209 р. він здійснив короткий рейд в естонську Віронію, повернувшись із багатою здобиччю, а 1210 року зробив великий похід на чудь, захопивши Ведмежу голову. Він узяв з естів не лише данину, а й обіцянку хреститися у православ'я. Він вперше використав християнство як додатковий захід зміцнення своєї влади, що раніше робили лише католицькі колонізатори. Однак православні священики виявилися не такими мобільними, як католицькі, і ініціатива князя залишилася без продовження: замість православних до естів прийшли священики від рижан і таким чином Ведмежа голова (Оденпе) пізніше увійшла до земель ризького єпископства.[6]
Невдоволений пасивністю церкви Мстислав у січні 1211 р. добився відсторонення від служби архієпископа Митрофана, запропонувавши на його місце ченця Хутинського монастиря, представника впливового боярського роду Антонія (Добриня Ядрейкович), який надалі був гарячим прихильником проповідництва та місіонерства на передових рубежах Київської Русі.
У 1210 р. німці, які зазнали нападу куршів на півдні і прагнули не втягнутися в міжетнічну бійню естів та леттів, постаралися убезпечити себе з півночі та підписали мирний договір із Полоцьком, обіцявши виплату «лівської» данини. У той самий час було укладено мир і з Новгородом, яким Мстислав поділив з ризьким єпископом Альбертом сфери впливу з урахуванням те, що більшість Естонії (Сакала, Гервен, Гарія, Рявала і Примор'я (ньому). Maritima або Wiek, Вік; ест. Läänemaa, Ляенемаа), Роталія (Rotalia, ест. Ridala) та Сонтагана (Sontagana ; ест. Soontagana) залишалася ще не підкореною російськими і тим більше німцями. Сторони залишили їх на милість переможця. При цьому за Новгородом були закріплені права на північні області Латгалії (Талава та Очела) та на естонські землі вздовж Чудського озера: Віронія, Вайга, Уганді. Права ризького єпископа зізнавалися на Лівонію, Нижнє Подвинье і Латгалію (без Атзелі та Талави). Угода була закріплена першим російсько-німецьким матримоніальним альянсом — шлюбом племінниці Мстислава, дочки псковського князя Володимира Мстиславича, і Теодоріха — молодшого брата єпископа Альберта.
При цьому, визнавши права Риги на землі по Двіні (можливо, також Кукейнос і Герцике), Мстислав посилив становище полоцького князя Володимира, який втратив підтримку новгородсько-псковських співвітчизників. Однак для підвищення ролі Новгорода та Пскова у торгівлі це було вигідно.

#### Міжусобиці та боротьба із зовнішнім ворогом
У 1216 року, коли брат володимирського князя Ярослав організував економічну блокаду Новгорода, новгородці з допомогою смоленських князів втрутилися у боротьбу влади між суздальськими князями, у результаті якої князь був повалений. Однак, на початку XIII століття німецькі католицькі ордени (Орден мечоносців і Тевтонський орден) завершили підпорядкування прибалтійських племен, що раніше платили данину Новгороду та Полоцьку, вийшли на межі власне російських земель. Псков і Новгород для успішної боротьби проти них потребували союзника, готовому надати військову допомогу у разі потреби. Але допомога не завжди приходила вчасно як через віддаленість Володимира від північно-західних кордонів Русі, так і через розбіжності між новгородською знатью і князями владимирськими. Найнебезпечніше становище Пскова породжувало розбіжності між псковичами і новгородцями. Псковичі вимагали від новгородців і володимирців або рішучих успіхів у прибалтійських походах, або миру з Орденом. Псков часто приймав князів, вигнаних новгородцями.
За часів монгольської навали на Русь новгородські землі зазнали руйнування лише частково (Волок Ламський, Вологда, Бежецьк, Торжок). Останній був узятий 5 березня, і після цього сили монголів дійшли до Ігнача Хреста, що знаходився в 100 верстах від Новгорода. Головними причинами відмови монголів від походу на сам Новгород різні версії називають майбутню весняну бездоріжжя (після взяття Торжка 5 березня), загрозу безгодівлі та високі втрати монголів на більш ранніх етапах походу, у боротьбі проти Рязанського та Володимирського князівств. Незважаючи на те, що Новгород не був захоплений монголами, він був змушений платити їм данину. Після першої невдалої спроби 1257 року, татарські посли провели перепис 1259 року з допомогою Олександра Невського, що викликало хвилювання у місті.
15 липня 1240 Олександр Ярославич здобув перемогу над шведами на Неві, 5 квітня 1242 — над тевтонцями на льоду Чудського озера, а в 1257—1259 роках затвердив свій вплив в Новгороді, погрожуючи йому татарським погромом. У 1268 році тевтонці були розбиті в запеклій Раковорській битві.

#### Між Московією, Твер'ю та Литвою

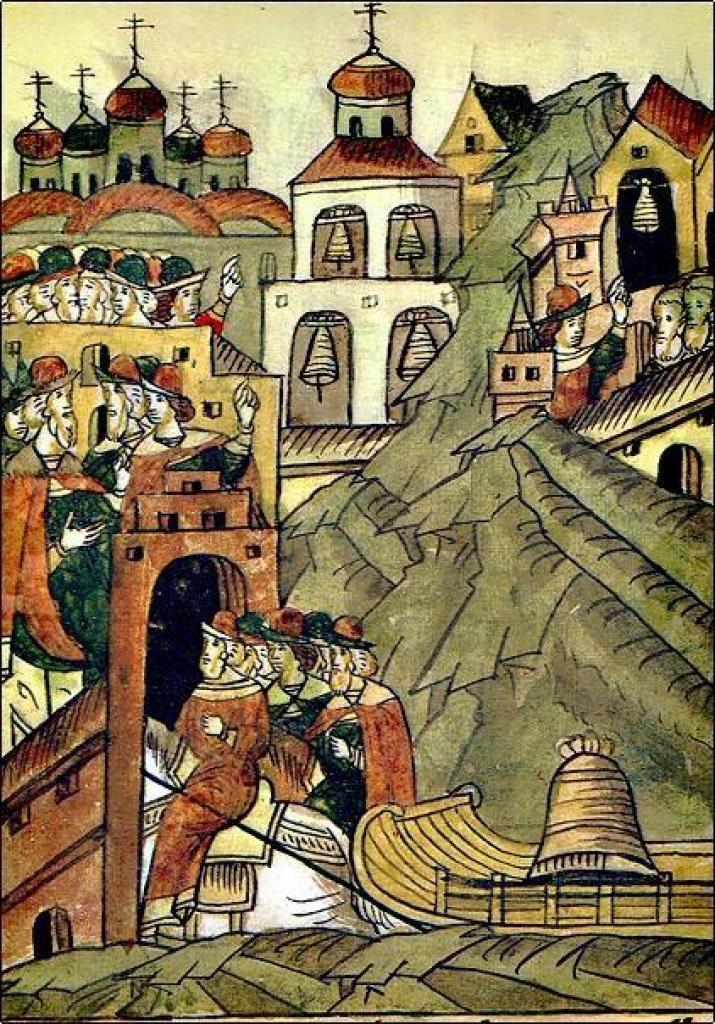
Вивезення вічового дзвону після приєднання до Москви. Мініатюра з Особового Зводу

На початку XIV століття за новгородське князювання розгорнулася боротьба між тверськими та московськими князями. Золота Орда, прагнучи недопустити помітного переваги одного російського князя над іншим, підтримувала у цій боротьбі Москву, новгородська знать симпатизувала московським князям. Спроба Михайла Тверського підпорядкувати Новгород силою успіху мала, похід був невдалим. Починаючи з 1330-х років, коли основними центрами російських земель стали Москва і Вільно, новгородці стали закликати на князювання також і литовських князів. Юридично самостійність Пскова була затверджена в 1348 (Болотовський договір). Згідно з деякими літописами, новгородці брали участь у Куликівській битві, хоча деякими істориками це ставиться під сумнів.
Конфлікти новгородців зі шведами і норвежцями на початку XIV століття закінчилися укладанням договорів, визначальних межі та сфери впливу тих та інших. Оріхівський мир зі Швецією, укладений у 1323 році, визначив кордон у Карелії та Фінляндії. У 1326 році в Новгороді був підписаний договір з норвежцями, згідно з яким сторони зобов'язувалися дотримуватися «старих кордонів» між новгородськими володіннями на Кольському півострові та норвезьким Фіннмарком. «Кордон» у цих місцях означав право на збір данини з місцевого фіно-угорського населення.
Новгород торгував із балтійськими містами протягом XIV та XV століть. Після їхнього об'єднання в Ганзу в середині XIV століття між нею та Новгородом протягом кількох десятиліть тривав конфлікт. Новгородці пред'являли претензії щодо умов торгівлі хутром і сіллю, обидві сторони затримували купців і конфісковували їх товари. У 1392 року у Новгороді делегацією ганзейських міст було підписано Нібурівський мир, врегулював основні претензії сторін і став основою відносин Новгорода з Ганзою до закриття її контори. Незважаючи на це, й у XV столітті відбувалися численні конфлікти із Ганзою. Війни з Лівонським орденом також призводили до труднощів у торгівлі між Новгородом та лівонськими містами. Так Орден заборонив постачати коней на Русь в 1439 і 1440 роках, а в 1443 торгівля з Новгородом була заборонена і контора Ганзи була закрита до 1450 року. Протягом XV століття роль Ганзи у торгівлі Новгорода зменшувалася, розвивалися відносини з її конкурентами: Виборгом, Стокгольмом та Нарвою.
На XIV століття припадає розквіт новгородської архітектури, будуються численні нові церкви, цегляні стіни Новгородського дитинеця. До цього ж часу належать перші (якщо не брати до уваги літописи) пам'ятки новгородської літератури. У наступному столітті з'явилися житія святих, повісті про бояр і оповіді про минулі перемоги новгородців. Новгород почав карбувати власну монету (новгородку) 1420 року.  В 1440 складено судну грамоту визначальна порядок судочинства в Новгороді.
У 1449 Москва уклала з Великим князівством Литовським вічний мир, що розмежовує зони впливу на теренах Русі. Литва зобов'язалася не втручатися у внутрішні справи Новгорода та Пскова, і не підтримувати їх проти Москви та Лівонського ордену. У наступні кілька років князь Василь II Темний остаточно переміг у міжусобній війні в Московщині, а його головний суперник Дмитро Шемяка втік до Новгорода, де й помер (можливо був отруєний) у 1453 році. Василь II пішов у похід на Новгород 1456 року, який закінчився поразкою новгородців і підписанням Яжелбицького миру, яким повноваження московського князя в новгородських справах значно розширилися.
1470 року київський митрополит Григорій II Болгаринович був визнаний вселенським патріархом Константинополя Діонісієм VI, що ознаменувало собою відхід православних Великого князівства Литовського від унії з Католицькою церквою. Новгородці звернулися до Григорія, щоб той надіслав їм нового архиєпископа. Також 1470 року новгородці уклали договір з Казимиром IV Ягеллончиком, великим князем литовським і королем польським, запросивши його на князювання. У договорі особливо обумовлено збереження православної віри: посадник мав бути православним, а король у відсутності права будувати на Новгородщині католицьких церков. Незважаючи на це, в 1471 Іван III вийшов у похід на Новгород, обгрунтовуючи його відходом новгородців від православ'я до католицизму. Московське військо здобуло перемогу в Шелонській битві, і був укладений Коростинський мир, який ще сильніше підкорив Новгородську Республіку великому князю Московії. У результаті чергового походу Івана III в 1478 в Новгородській Республіці було ліквідовано віче і інститут посадника, ця держава була остаточно приєднана до Московії.

### У складі Московії (з 1478)
Завоювавши Новгород в 1478 році, Московія успадкувала його колишні політичні відносини з сусідами. Спадщиною періоду незалежности було збереження дипломатичної практики, коли північно-західні сусіди Новгорода — Швеція і Лівонія — підтримували дипломатичні відносини з Москвою через новгородських намісників великого князя.
У територіальному відношенні Новгородська земля в епоху Московського царства (XVI-XVII ст.) ділилася на 5 плям: Водську, Шелонську, Обонезьку, Деревську та Бежецьку. Найбільш дрібними одиницями адміністративного поділу на той час були цвинтарі, якими визначалося географічне розташування селищ, вироблявся підрахунок населення та його податного майна.
Іван III поклав край новгородсько-ганзейським відносинам в 1494 року, коли за його указом німецька контора у Великому Новгороді було закрито, а ганзейські купці та його товари було заарештовано і відправлено у Москву. Різні історики називають різні причини цього: бажання Івана III після підпорядкування Новгорода Москві підірвати його могутність, укладання московсько-данського договору в 1493 році, страту (спалення живцем) двох росіян у Ревелі в 1494 році (один був страчений як фальшивомонетник, другий — в содомії) без повідомлення влади московської сторони, як це належало зробити згідно новгородсько-лівонського договору 1493.

#### Царювання Василя III
21 березня 1499 син царя Івана III Василь був оголошений Великим князем Новгородським і Псковським, а в квітні 1502 року — Великим князем Московським і Володимирським і Всія Русі самодержцем, тобто став співправителем Івана III, а після смерті Івана III 27 жовтня 1505 — одноосібним монархом. Переговори між Ганзою та великим князем завершилися відновленням діяльности Німецького двору у Новгороді у 1515 році.

#### Царювання Івана Грозного

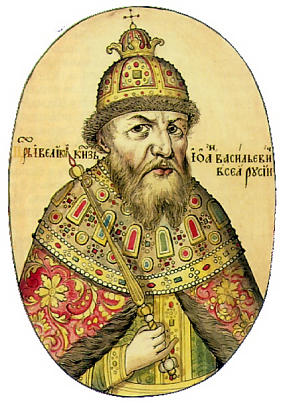
Іван Васильович IV (1533 — 1584)

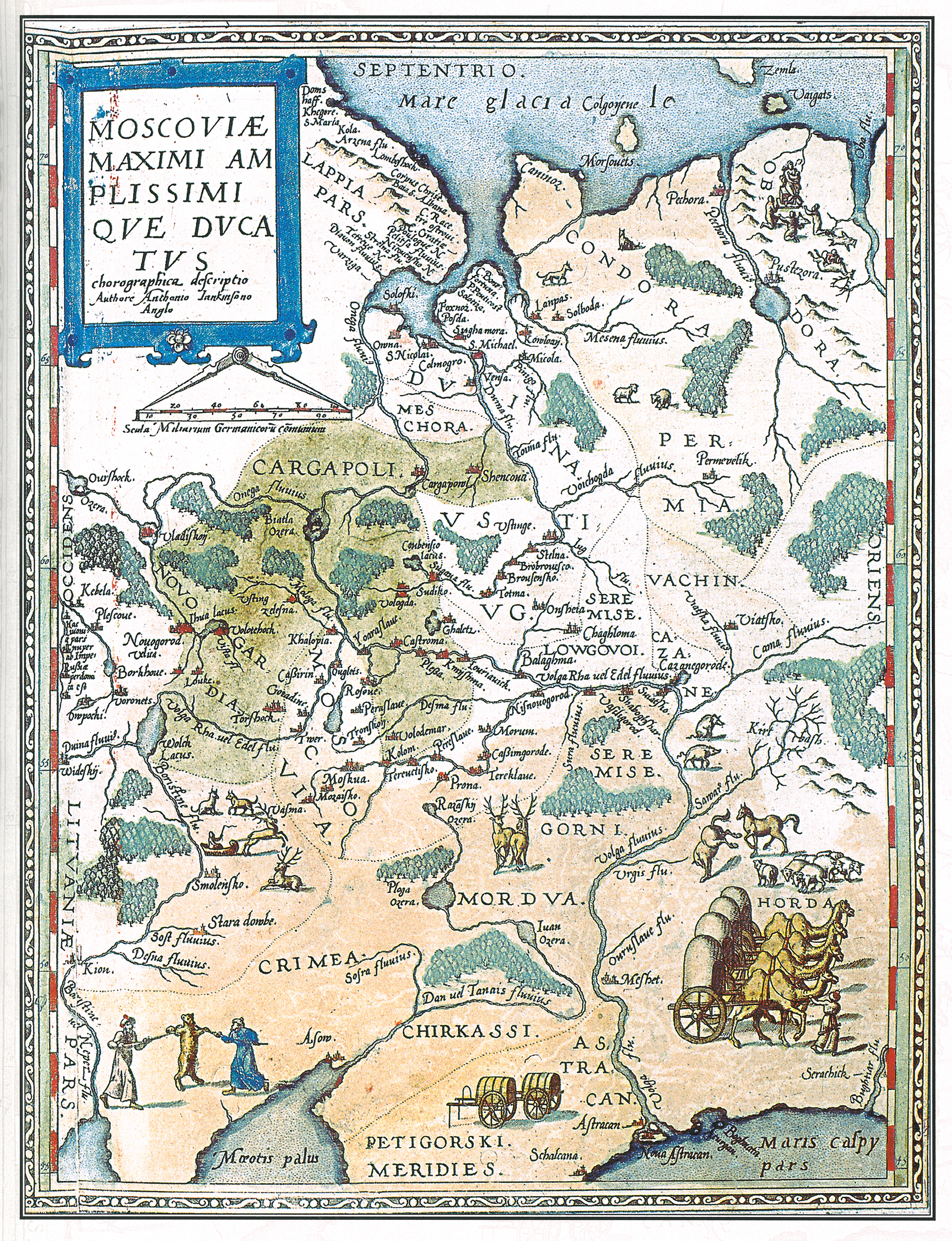
Новгородська земля на голландській карті Московії — максимального (за розміром) Великого князівства. 1593 рік

У 1565 році, після того як цар Іван Грозний розділив Московське царство на опричнину та земщину, місто увійшло до складу останньої. Величезну шкоду Новгороду завдав опричний погром, вчинений взимку 1569/1570 років військом, особисто очолюваним Іваном Грозним. Приводом до погрому послужив донос і підозри у зраді (як припускають сучасні історики, новгородський змова придумали фаворитами Грозного Василем Грязним і Малютою Скуратовим). Були розграбовані всі міста дорогою від Москви до Новгорода, на шляху Малюта Скуратов особисто задушив у тверському монастирі Отроцького митрополита Філіпа Количева. Число жертв Новгороді було понад 27 тис. чол. (1546 року у місті було 35 тис. чол.). У Новгороді розгром тривав 6 тижнів, людей тисячами катували та топили у Волхові. Місто було пограбоване. Майно церков, монастирів та купців було конфісковано.

#### Смутний час. Шведська окупація.
1609 року у Виборзі уряд Василя Шуйського уклав зі Швецією Виборзький договір, яким в обмін на військову допомогу шведській короні передавався Корельський повіт.
У 1610 році в Новгород був призначений воєводою Іван Одоєвський.
У 1610 році цар Василь Шуйський був скинутий і Москва присягнула королевичу Владиславу. У Москві утворився новий уряд, який почав приводити до присяги королевичу та інші міста московської держави. У Новгород був посланий для приведення до присяги та для оберігання від шведів, що з'явилися в цей час на півночі і від злодійських зграй І. М. Салтиків. Новгородці і, ймовірно, на чолі їх і Одоєвський, який був постійно в добрих відносинах з новгородським митрополитом Ісидором, що мав великий вплив на новгородців, так, мабуть, і сам, що користувався серед новгородців повагою і любов'ю, погодилися не раніше впустити Салтикова і присягнути король, чим отримають із Москви список із затвердженої хрестоцілювальної грамоти; але й отримавши грамоту присягнули лише після того, як узяли з Салтикова обіцянку, що він не введе із собою до міста поляків.
Незабаром у Москві і в усій Росії виник сильний рух проти поляків; на чолі ополчення, що поставило своїм завданням вигнати поляків з Росії, став Прокоп Ляпунов, разом з деякими іншими особами склав тимчасовий уряд, який, вступивши в управління країною, почав розсилати і воєвод містами.
Влітку 1611 до Новгорода підійшов шведський генерал Якоб Делагарді зі своєю армією. Він вступив у переговори з новгородською владою. Він питав воєвод, вороги вони шведам чи друзі і чи хочуть дотримуватися Виборзький договір, укладений зі Швецією за царя Василя Шуйського. Воєводи могли відповісти лише, що це залежить від майбутнього царя і що вони це питання відповісти немає права.
Урядом Ляпунова до Новгорода був посланий воєвода Василь Бутурлін. Бутурлін, прибувши до Новгорода, почав поводитися інакше: негайно почав переговори з Делагарді, пропонуючи московську корону одному з синів короля Карла IX. Почалися переговори, які затяглися, а тим часом у Бутурліна з Одоєвським виникли чвари: Бутурлін не дозволяв обережному Одоєвському вживати заходів до охорони міста, допустив Делагарді, під приводом переговорів, перейти Волхов і підступити до самого заміського Колмівського монастиря, і навіть постачати шведам різні запаси.
Шведи зрозуміли, що їм видається дуже зручний випадок оволодіти Новгородом, і 8 липня повели напад, який був відбитий тільки завдяки тому, що новгородці вчасно встигли спалити навколишні посади. Однак новгородці протрималися в облозі недовго: у ніч проти 16 липня шведам вдалося прорватися в Новгород. Опір їм було слабке, оскільки всі ратні люди були під начальством Бутурліна, який після нетривалого бою пішов з міста, пограбувавши новгородських купців; Одоєвський і митрополит Ісидор замкнулися в Кремлі, але, не маючи у своєму розпорядженні ні бойових запасів, ні ратних людей, мали розпочати переговори з Делагарді. Було укладено договір, за умовами якого новгородці визнавали шведського короля своїм покровителем, і Делагарді впустили до Кремля.
До середини 1612 року шведи зайняли всю Новгородську землю, крім Пскова та Гдова. Невдала спроба взяти Псков. Шведи припинили воєнні дії.
У князя Пожарського не вистачало війська, щоб воювати одночасно з поляками та шведами, тому з останніми він розпочав переговори. У травні 1612 року з Ярославля до Новгорода був відправлений посол «земського» уряду Степан Татищев з грамотами до новгородського митрополита Ісидора, боярина князя Івана Одоєвського і командувача шведських військ Якоба Делагарді. У митрополита Ісідора та боярина Одоєвського уряд запитував, як у них справи зі шведами? До Делагарді уряд писало, що коли король шведський дасть брата свого на державу і охрестить його в православну християнську віру, то вони раді бути з новгородцями в одній раді. Одоєвський і Делагарді відповіли, що незабаром надішлють у Ярославль своїх послів. Повернувшись у Ярославль, Татищев оголосив, що з «шведів добра чекати нічого». Переговори зі шведами про кандидата Карла-Філіппа в московські царі стали для Пожарського та Мініна приводом до скликання Земського собору. У липні до Ярославля приїхали обіцяні посли: ігумен В'яжицького монастиря Геннадій, князь Федір Оболенський та з усіх плям, з дворян та з посадських людей – за людиною. 26 липня новгородці постали перед Пожарським і заявили, що «королевич тепер у дорозі і незабаром буде у Новгороді». Мова послів закінчилася пропозицією «бути з нами в коханні та з'єднанні під рукою одного государя».
Потім із Ярославля до Новгорода було відправлено нове посольство Перфілія Секеріна. Йому було доручено за сприяння новгородського митрополита Ісидора укласти зі шведами договір «щоб селянству була тиша та спокій». Можливо, що у зв'язку з цим було порушено в Ярославлі і питання про обрання царем шведського королевича, визнаного Новгородом. Однак царське обрання в Ярославлі не відбулося.
У жовтні 1612 року Москва була звільнена і виникла потреба у виборі нового государя. З Москви до багатьох міст Русі, і навіть у Новгород, було розіслано грамоти від імені визволителів Москви — Пожарського і Трубецького. На початку 1613 року в Москві відбувся Земський собор, на якому було обрано нового царя — Михайла Романова.
25 травня 1613 починається повстання проти шведського гарнізону в Тихвіні. Повсталі посадські люди відбили у шведів укріплення Тихвінського монастиря і витримували облогу до середини вересня, змусивши загони Делагарді відступити. З успішного тихвінського повстання розпочинається боротьба за визволення Північно-Західної Русі та Новгорода, що завершилася підписанням Столбовського мирного договору у 1617 році.
Шведи залишили Новгород лише 1617 року, у повністю зруйнованому місті залишилося лише кілька сотень жителів. У ході подій Смутного часу межі Новгородської землі були суттєво зменшені через втрату прикордонних зі Швецією земель по Столбовському миру 1617 року.

### У складі Російської імперії
- Новгородська губернія

У 1708 року територія увійшла Інгерманландську (з 1710 Санкт-Петербурзька губернія) і Архангелогородську губернії, і з 1726 року було виділено Новгородська губернія, у якій було 5 провінцій: Новгородська, Псковська, Тверська, Білозерська і Великолуцька.

## Зауваження
- У поняття «Новгородська земля» іноді, не завжди вірно (залежно від історичного періоду), включають області новгородської колонізації на Північній Двіні, в Карелії[51] та Заполяр'ї.
- Період політичної історії Новгородської землі починаючи з перевороту 1136 і різкого обмеження ролі князя, до перемоги московського князя Івана III над новгородцями в 1478 більшістю радянських і російських істориків прийнято називати — "Новгородська феодальна республіка".